# Война, Алексей Дорофеевич
Алексе́й Дорофе́евич Во́йна (псевдонимы: О. Д. Войтенко, Олексеенко, Дорошенко, Днепровский, Волощук, О. Д. Тесленко, Гриценко, Снятенко; 07.02.1907, Бар, Российская империя — 23.09.1957, Киев, СССР) — дипломат, исследователь проблем общественной истории и международных отношений.

## Биография
Родился в г. Бар в крестьянской семье. Работал чернорабочим, извозчиком, молотобойцем, котельщиком. Учился на рабочем факультете Одесского сельскохозяйственного института, в 1930-34 годах — в Московском институте народного хозяйства, в 1934-35 годах работал в Народном комиссариате пищевой промышленности СССР, в 1935-36 годах — в аспирантуре в Московском институте народного хозяйства им. Плеханова, 1936-38 — в Институте по подготовке дипломатических и консульских работников Народного комиссариата иностранных дел СССР. В 1936-52 годах занимал различные должности в системе МИД СССР: в 1938-41 — в посольстве СССР в Швеции, в 1941-43 — в посольстве СССР в Великобритании. С 1944 года работал в только что созданном МИД УССР. Член делегации УССР на Сан-Францисской конференции 1945 года, Парижской мирной конференции 1946 года, первых сессиях ГА ООН. В 1949 году защитил кандидатскую диссертацию, в 1951-52 — советник посольства СССР в Великобритании. С августа 1952 и до конца жизни — заведующий отделом истории и международных отношений Института истории АН УССР, который фактически и создал. Награждён медалями. Автор более 70 научных и научно-популярных работ.
Умер в г. Киев.

## Сочинения
- Политические партии и общественные организации Индонезийской Республики. «Большевик Украины», 1948, № 3;
- Україна в боротьбі за свободу і незалежність Індонезії. «Вітчизна», 1949, № 1;
- Борьба индонезийского народа за свою независимость. К., 1950.
- Американский империализм во главе мировой реакции. Москва, 1947;
- Успешное экономическое сотрудничество стран демократического лагеря. Москва, 1954.